# Arginaza
Arginaza (EC 3.5.3.1) – enzym z grupy hydrolaz, zawiera mangan w swej cząsteczce. Uczestniczy w wielu reakcjach enzymatycznych m.in. w cyklu mocznikowym (który katalizuje hydrolityczny rozpad argininy do mocznika i ornityny). Pełni ważne funkcje w metabolizmie organizmu. Służy jako marker nowotworowy przy wykrywaniu raka piersi.
Enzym katalizuje proces hydrolizy argininy według schematu:
H2O + arginina ⇔ mocznik + ornityna